# Москвіна Наталія Євгенівна
Ната́лія Євге́нівна Москвіна́ — українська стрибунка на батутах.
Вихованка харківської Школи вищої спортивної майстерності.

## Спортивні досягнення

### Виступи на Олімпіадах
| Олімпіада | Дисципліна    | Місце  |
| Ріо 2016  | Індивідуальні | п/ф 16 |

- вереснем 2012 року у парі з Мариною Кийко здобули золоті нагороди на першості в Лоуле, Португалія.
- у синхронних стрибках з Діаною Ключник на чемпіонаті світу в Софії здобули бронзові нагороди,
- у вересні 2015 року з Мариною Кийко в синхронних стрибках на батуті (Вальядолід, Іспанія) із результатом 47,000 посіли третє місце.